# Michał Strzelecki
Michał Strzelecki (ur. 28 lipca 1927 w Zgierzu, zm. 21 kwietnia 2015) – dziennikarz sportowy, piłkarz Boruty Zgierz, Honorowy Obywatel Miasta Zgierza.

## Życiorys
Ukończył Gimnazjum i Liceum Handlowe w Zgierzu, a następnie dziennikarstwo na Wydziale Filozoficzno-Społecznym Uniwersytetu Jagiellońskiego w 1953. W latach 1945–1955 był piłkarzem Boruty Zgierz. W 1953 rozpoczął pracę dziennikarską w „Głosie Robotniczym”, dla którego pisał w sekcji rolnej, miejskiej, a następnie ekonomicznej. Od 1955 zaczął pisać w dziale sportowym. W 1956 znalazł zatrudnienie jako kierownik redakcji sportowej Expressu Ilustrowanego, którym był do 1987. W latach 1958–1998 był prezesem klubu MKS Łodzianka, którego wychowankami byli m.in.: Ryszard Przybysz i Grzegorz Kosma, Ryszard Polak i Marek Chojnacki. Jako dziennikarz współpracował z czasopismami takimi jak: Piłka Nożna, Przegląd Sportowy, Sport. Relacjonował 6-krotnie Igrzyska Olimpijskie: w Rzymie, Monachium, Innsbrucku, Montrealu, Moskwie i Sydney, a także dwukrotnie Mistrzostwa Świata w Piłce Nożnej, m.in. w 1974 w Niemczech, mecze ligowe Widzewa Łódź i ŁKSu Łódź oraz mecze reprezentacji Polski w piłce nożnej, w tym mecz Polska-Anglia na Wembley. Był pomysłodawcą organizowanych przez „Express Ilustrowany” Biegów Sylwestrowych oraz wyścigów kolarskich dla dzieci.
Został pochowany na cmentarzu Doły w Łodzi.
W latach 2015–2019 w Zgierzu organizowany był piłkarski memoriał im. red. Michała Strzeleckiego.

## Wyróżnienia
- Tytuł Honorowego Obywatela Miasta Zgierza (2014)[6]